# Zuid-Oost-Botnische suite nr. 2
De Zuid-Oost-Botnische suite nr. 2 opus 20 (Etelä-Pohjalainen sarja nro 2) is een suite gecomponeerd door Toivo Kuula. De titel verwijst naar de landstreek Ostrabotnië, gelegen op enkele kilometers gelegen landstreek van Kuula’s geboorteplaats Vaasa.
Kuula kwam met deze tweede set/suite met andere muziek dan in zijn Zuid-Oost-Botnische suite nr. 1. Beide suites bevatten volksmuziek, maar juist in de stukjes 2 en 5 zit het grote verschil. Deze zijn niet in de in Finland populaire romantische stijl, maar meer richting de impressionistische stijl van Claude Debussy. Kuula had dan ook net een studie in Frankrijk achter de rug, of was er nog mee bezig.
De vijf deeltjes:
- Tulopeli (De bruid komt); grijpt terug op de volksmuziek, was het eerste deeltje dat voltooid werd
- Metsässä sataa (Regen in het woud); impressionistisch deel in de trant van Debussy; Kuula had moeite het deel voltooid te krijgen
- Minuee (Menuet); volksdans voor alleen strijkinstrument en een belangrijke stem voor de altviool, Minuee is een Finse lichtvoetige spellingsvariant van Menuetti
- Orpolasten polska (Dans van de wezen); melancholische volksdans
- Hiidet virvoja viritti (Dwaallichtje); duurt net zo lang als de vorige vier deeltjes bij elkaar; wederom in impressionistische stijl.

De orkestratie van de vijf stukjes verandert sterk; soms alleen strijkorkest (3), soms volledig orkest inclusief harp (1, 2 en 5).